# Costa Brava

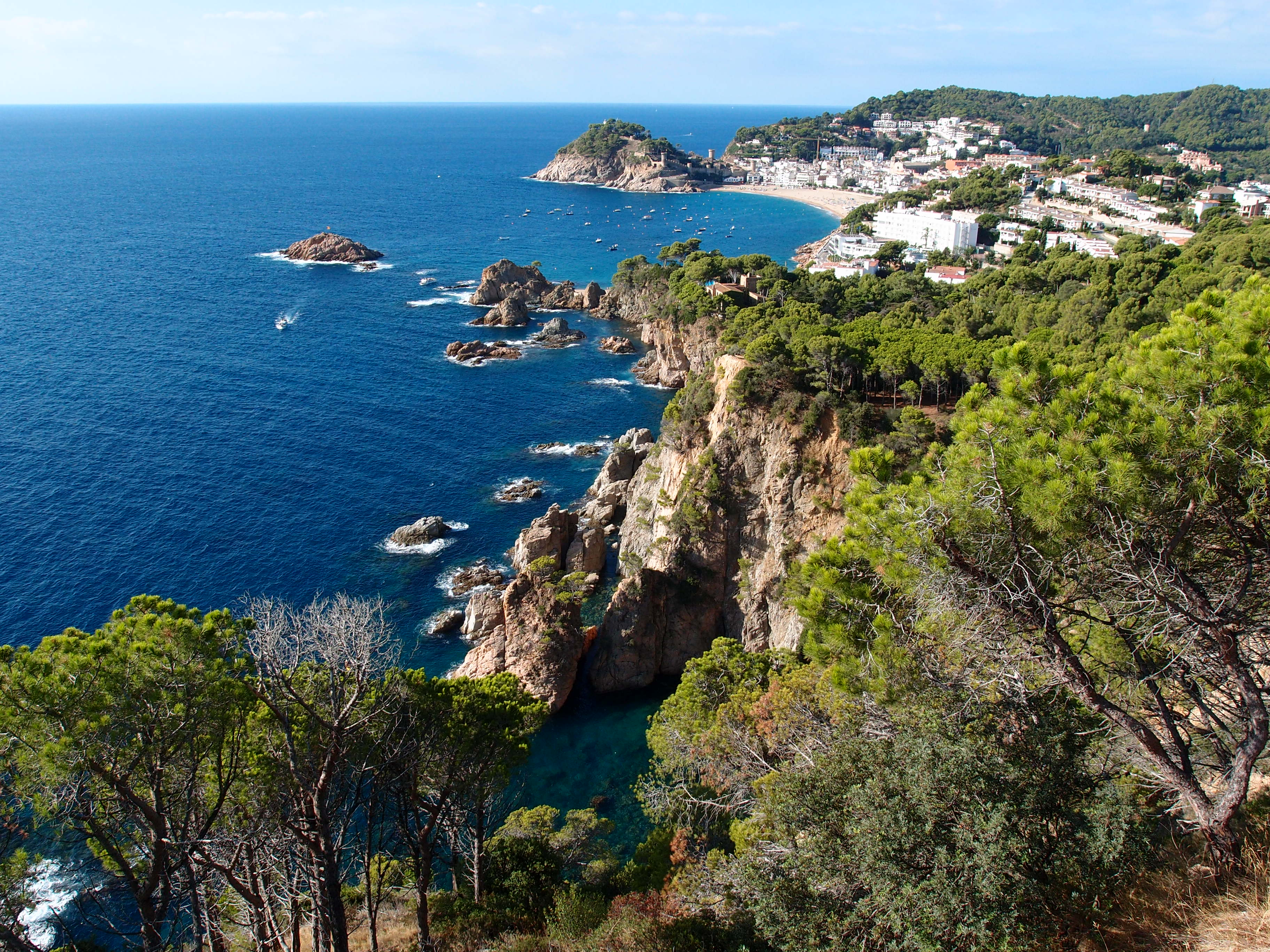
Costa Brava zwischen Tossa de Mar und Sant Feliu de Guíxols

Die Costa Brava (katalanisch und spanisch für „wilde Küste“) ist der nordöstlichste Streifen der spanischen Mittelmeerküste in der autonomen Region Katalonien. Der Schriftsteller Ferran Agulló prägte den Begriff in der Zeitschrift La Veu de Catalunya in der Ausgabe vom 12. September 1908. Er ist räumlich nicht genau definiert und ist auch kein offizieller geografischer Name, sondern wird seit den 1960er Jahren vor allem zur Vermarktung, Tourismusförderung und in Reiseführern eingesetzt.

## Geografie und Natur

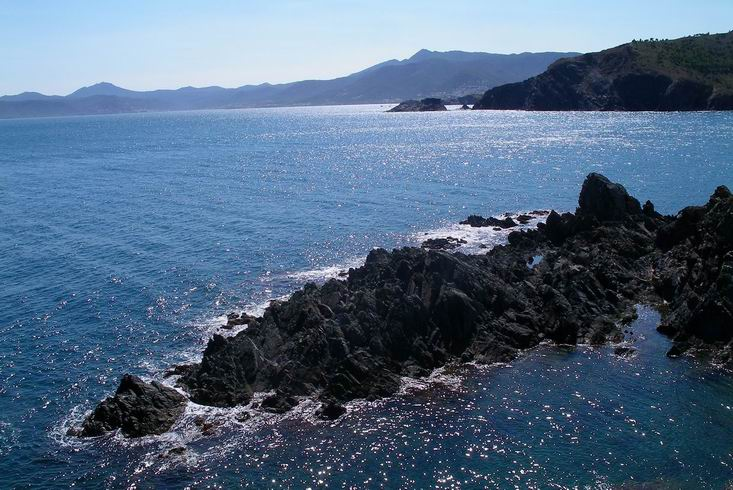
Costa Brava bei Portbou

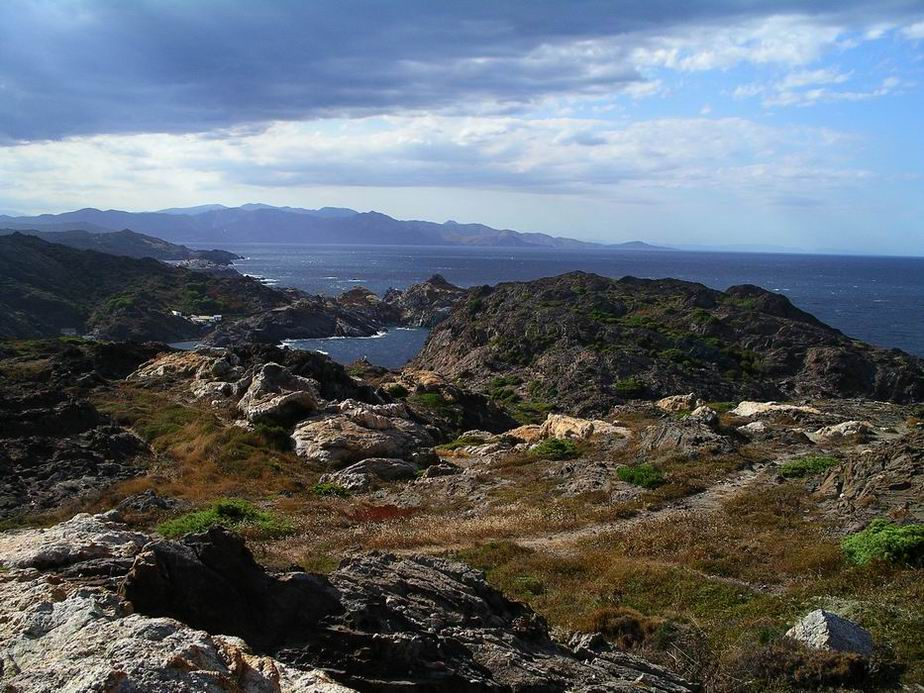
Costa Brava bei Cap de Creus

Die etwa 220 Kilometer lange Costa Brava reicht von den Ausläufern der Pyrenäen an der französisch-spanischen Grenze bei Portbou nach Süden und Südwesten bis zur Tordera-Flussmündung bei Blanes. Südlich schließt sich die Costa del Maresme mit der Provinz Barcelona an; die Stadt Barcelona ist vom Südrand der Costa Brava noch ca. 60 Kilometer entfernt.
Die Costa Brava verdankt ihren Namen den stark zerklüfteten Felsmassiven, die von den parallel zur Küste verlaufenden Gebirgszügen (Serras) steil zum Meer hin abfallen. Zwischen den Kaps liegen malerische Fischerdörfer wie beispielsweise L’Estartit und Tamariu, kleine Strände und Buchten (Calas); einige von ihnen sind ausschließlich per Boot zu erreichen, in anderen haben sich Ferienappartement-Anlagen etabliert. „Wild“ im Sinne Ferran Agullós sind insbesondere die Halbinsel Cap de Creus als östlichster Punkt Kataloniens mit dem Ort Cadaqués, die Landschaft um das Cap de Begur bei Palafrugell sowie die Küste zwischen Sant Feliu de Guíxols und Tossa de Mar.
Jedoch ist nicht die gesamte Küstenlinie so beschaffen. So weitet sich beispielsweise das Land im Golf de Roses; flache Strände mit feinem Sand erstrecken sich bei Empuriabrava und Sant Pere Pescador. Südlich von Lloret de Mar geht die Topografie zu den sanfteren Formen des flachen, teilweise sumpfigen Küstenlandes über, das die angrenzende Costa del Maresme charakterisiert.
Die felsigen Küstengebirge sind mit lichten Pinien-, Korkeichen- und Akazienhainen bewachsen. Bedingt durch Rodungen in der Vergangenheit und die trockenen Sommer, die häufig Brände auslösen, gibt es jedoch nur wenige geschlossene Waldflächen. Typisch ist mediterrane Macchia-Vegetation mit Ginster, Zistrosen und wilden Kräutern (Rosmarin, Thymian). Die Tierwelt ist ebenfalls durch die Rodungen in Mitleidenschaft gezogen; Füchse, Luchse, Wildschweine, Wildkatzen, diverse Greifvögel und Reptilien leben in Rückzugsgebieten.

## Klima

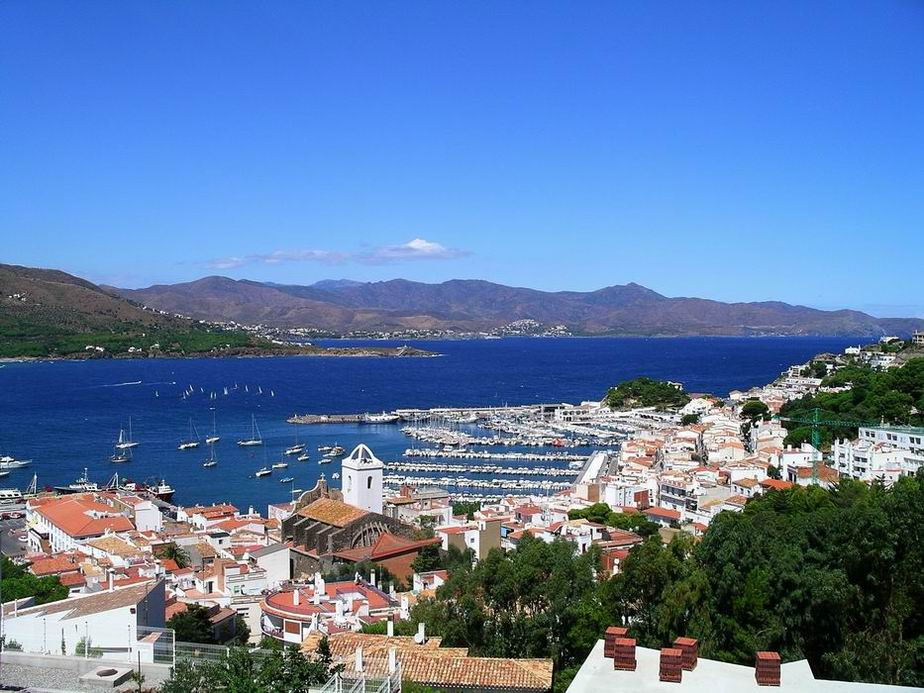
Costa Brava bei El Port de la Selva

Die durchschnittlichen Lufttemperaturen bewegen sich im Sommer zwischen 21 °C und 28 °C und im Winter zwischen 6 °C und 10 °C. Die Wassertemperaturen betragen um 12 °C im Februar und bis zu 24 °C im Sommer.
Im Frühjahr und Herbst ist es vor allem am Golf de Roses zuweilen sehr stürmisch. Der kalte, im Winter und frühen Frühjahr von Nordwest aus den Pyrenäen kommende, mit dem Mistral und Tramontana verwandte Landwind, in Katalonien Tramuntana genannt, erreicht oft Sturmstärke. Im Sommer mindern kräftige Seewinde, die bis zu 50 km landeinwärts reichen können, die Tageshitze. Sie ziehen viele Windsurfer an, die sich in Roses oder der Bucht von Riells, einem Ortsteil von L’Escala, konzentrieren.
Insgesamt ist das Seeklima am katalanischen Mittelmeer ausgeglichener als das kontinental geprägte Klima im Binnenland, und es ist um 6 bis 7 °C wärmer als am spanischen Atlantik. Es ist allerdings im Sommer deutlich unbeständiger als weiter im Süden Spaniens, so dass im Juli und August immer wieder regnerische und eher kühlere Tage herrschen können.
Die Niederschläge verringern sich deutlich von Norden nach Süden der Costa Brava. Sie sind am höchsten im Winter mit durchschnittlich 85 Liter pro Quadratmeter, am geringsten im Juli und August mit nur 50 Liter pro Quadratmeter. Gezählt werden im Durchschnitt 200 Sonnentage pro Jahr.

## Administrative Gliederung
Administrativ gehört die Costa Brava zur Provinz Girona. Drei von acht Verwaltungsbezirken (Comarques) dieser Provinz liegen an der Küste:
| Comarca      | Einwohnerzahl | Fläche (km²) | Hauptstadt              |
| Alt Empordà  | 112.439       | 1.357,5      | Figueres                |
| Baix Empordà | 115.566       | 701,7        | La Bisbal d’Empordà     |
| Selva        | 136.738       | 995,1        | Santa Coloma de Farners |

Zahlen von 2004 nach Angaben des Idescat (Institutes für Statistik Kataloniens)
Die Küstenlinie umfasst – von Norden nach Süden – die folgenden Gemeinden:
Alt Empordà (Hoher Ampurdan)

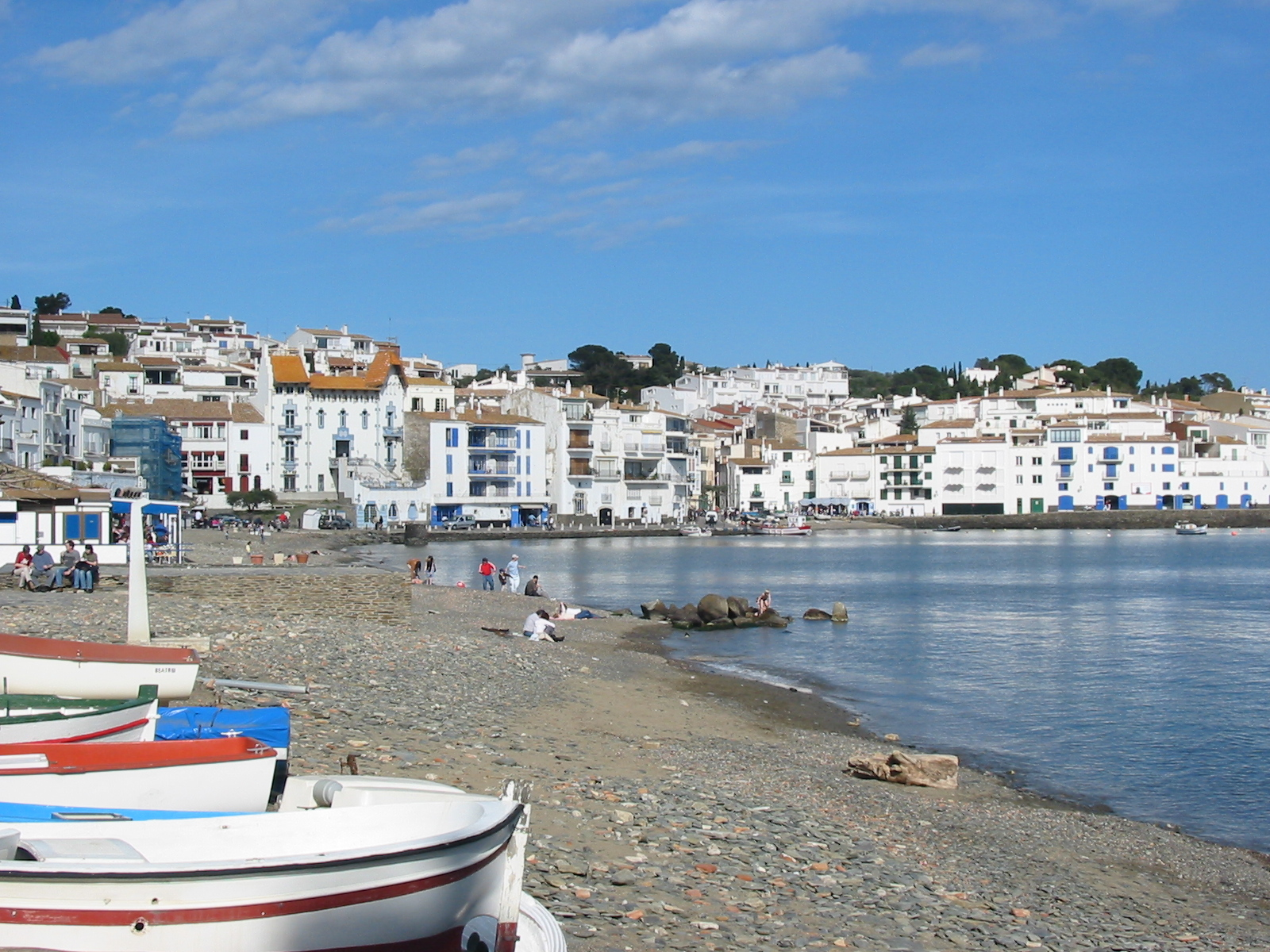
Der Strand mit kleinen Fischerbooten im Ortskern von Cadaqués

- Portbou, nördliches Tor zur Costa Brava
- Colera
- Llançà
- El Port de la Selva
- Cadaqués
- Roses
- Castelló d’Empúries, Ortsteil Empuriabrava
- Sant Pere Pescador
- L’Escala

 Baix Empordà (Unterer Ampurdan)
- Torroella de Montgrí, Ortsteil L’Estartit
- Pals, Ortsteil Platja de Pals
- Begur
- Palafrugell
- Palamós
- Calonge, Ortsteil Sant Antoní de Calonge
- Castell-Platja d’Aro, Ortsteil Platja d’Aro
- Sant Feliu de Guíxols

 Selva
- Tossa de Mar
- Lloret de Mar
- Blanes, südliches Tor zur Costa Brava

## Kultur und Sehenswürdigkeiten

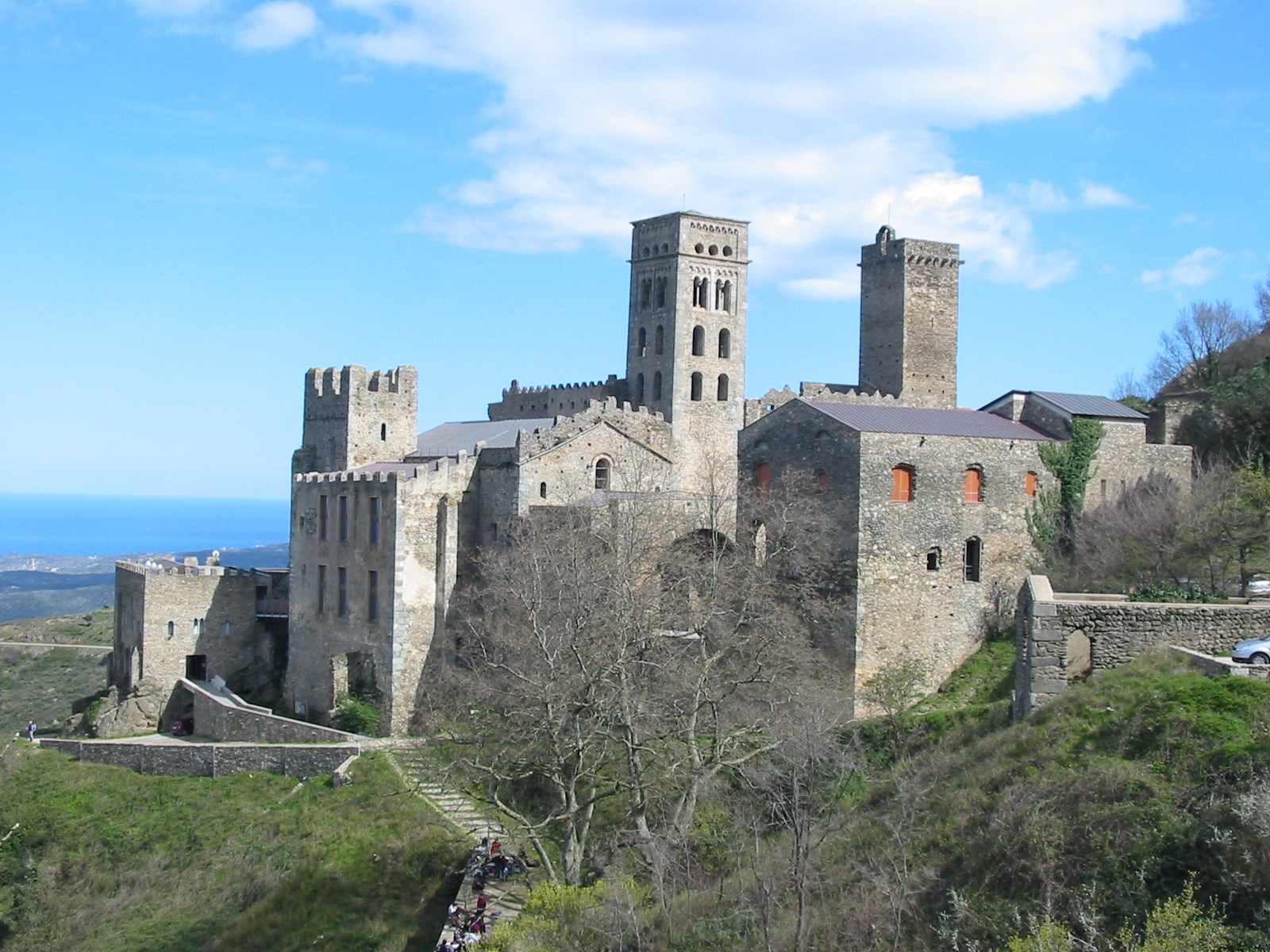
Sant Pere de Rodes

Die meistbesuchten Sehenswürdigkeiten im Bereich der Costa Brava befinden sich nicht an der Küste, sondern im Binnenland:
- Ruine des romanischen Klosters Sant Pere de Rodes
- Castell de Sant Ferran mit längster Festungsmauer Kataloniens und Salvador-Dalí-Museum in Figueres
- Peralada, eine Festung mit integrierter ehemaliger Augustiner-Klosterkirche aus dem 14. Jahrhundert, die heute als Museum, Spielkasino und in den Sommermonaten als Ort für internationale Kulturveranstaltungen genutzt wird
- Komplett erhaltene und restaurierte Altstadt von Pals auf einem Hügel mit Treppenaufgängen
- Ausgrabungen einer iberischen Siedlung in Ullastret
- Kathedrale
- sogenannte „arabische“ Bäder
- Altstadt mit Ramblas
- Museen in der Provinzhauptstadt Girona

Doch auch die Küstenorte weisen einige touristische Attraktionen von überregionaler Bedeutung auf:
- Dalí-Museum in Cadaqués und sein Landhaus in Portlligat
- Ausgrabungen der griechisch-römischen Stadt Empúries oberhalb von L’Escala
- Relikte einer Benediktinerabtei, Hafen und Jugendstilvillen in Sant Feliu de Guíxols
- komplett erhaltene mittelalterliche Stadtmauer in Tossa de Mar

Zahlreiche Orte zeichnen sich durch eine pittoreske Altstadt mit Relikten eines Kastells auf einem Hügel oberhalb des Stadtkerns aus.
Darüber hinaus gibt es an der Costa Brava bedeutende Naturparks:
- der Naturpark Cap de Creus im Bezirk des Alt Empordà
- der Naturpark Aiguamolls de l’Empordà, ein ökologisch wertvolles Feuchtgebiet zwischen Roses, Empuriabrava und L’Escala
- der Naturpark Albera am Fuße der Pyrenäen

## Wirtschaft

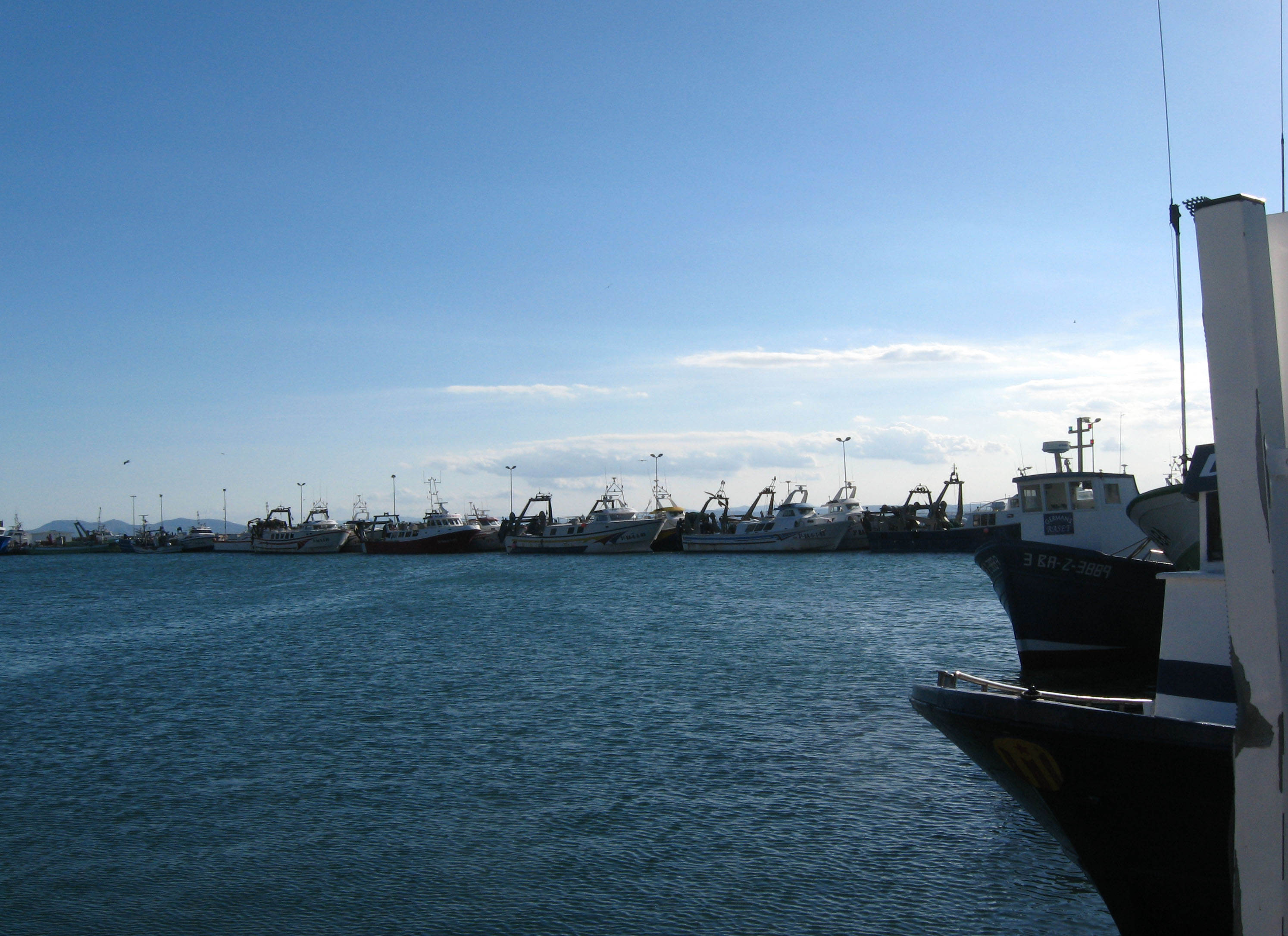
Die Fischfangflotte von Roses, mit einem der größten Fischereihäfen Kataloniens

Die klassischen Wirtschaftszweige der Costa Brava waren bis zur Mitte des 20. Jahrhunderts die Fischerei und die Korkindustrie. Beide Zweige haben an Bedeutung verloren, sind aber noch aktiv.
Durch Umweltschäden im Mittelmeer und Überfischung der Garnelen- und Sardinenbestände ist die Fischerei, die im 21. Jahrhundert nur noch 0,4 % der katalanischen Bevölkerung hauptberuflich ernährt, in Mitleidenschaft gezogen; Fischereihäfen (und zugleich als Sport- und Handelshäfen) von Bedeutung sind heute noch Palamós und Sant Feliu de Guíxols, ferner L’Escala und Roses.
Die Kork-Industrie dominierte ebenfalls bis zum Zweiten Weltkrieg, der auf natürlichem Wege von den Korkeichen gewonnene Rohstoff geriet dann aber zunehmend in Konkurrenz zum synthetisch hergestellten Flaschenverschluss. Zentren der Korkindustrie waren Palafrugell, wo es auch ein Korkmuseum und noch eine produzierende Fabrik gibt, Sant Feliu de Guixols und Palamos (Handels- und Exporthäfen).
Andere Wirtschaftszweige Kataloniens (Landwirtschaft, Weinbau, Papier- und Metallverarbeitung, Keramik, Textilindustrie) konzentrieren sich auf das Binnenland.
Seit der zweiten Hälfte des 20. Jahrhunderts sind der Tourismus und die im Zuge des Tourismus entstandenen infrastrukturellen Dienstleistungszweige (Unterkünfte, Geschäfte, Gastronomiebetriebe, Sportanlagen und Vergnügungsstätten) die Haupteinnahmequelle der Costa Brava. Der Bauboom großer Hotelkomplexe in den 1960er Jahren förderte zunächst an den breiten Stränden des südlichen Küstenabschnitts (Platja d’Aro, Lloret de Mar, Blanes) den pauschalen Badetourismus mit Nachtleben auf niedrigem Preisniveau im Sommer. Bis zum Ende des 20. Jahrhunderts wurden mit alternativen Konzepten individuelle Zielgruppen gewonnen: Campingplätze und Appartementanlagen entstanden in den kleineren Orten und Buchten zwischen den Felsenkaps für mit dem Auto anreisende Gäste, Wassersportler, Radfahrer und Wanderer. Die Saison ist durchgängig auf die Frühjahrs- und Herbstmonate erweitert.
Im Jahr 1998 wurden 18 Millionen Besucher an der Costa Brava gezählt. Die größte Gruppe unter den Auslandsgästen waren die Franzosen mit 43 %, gefolgt von Deutschen, Italienern, Briten und Niederländern.

## Sport

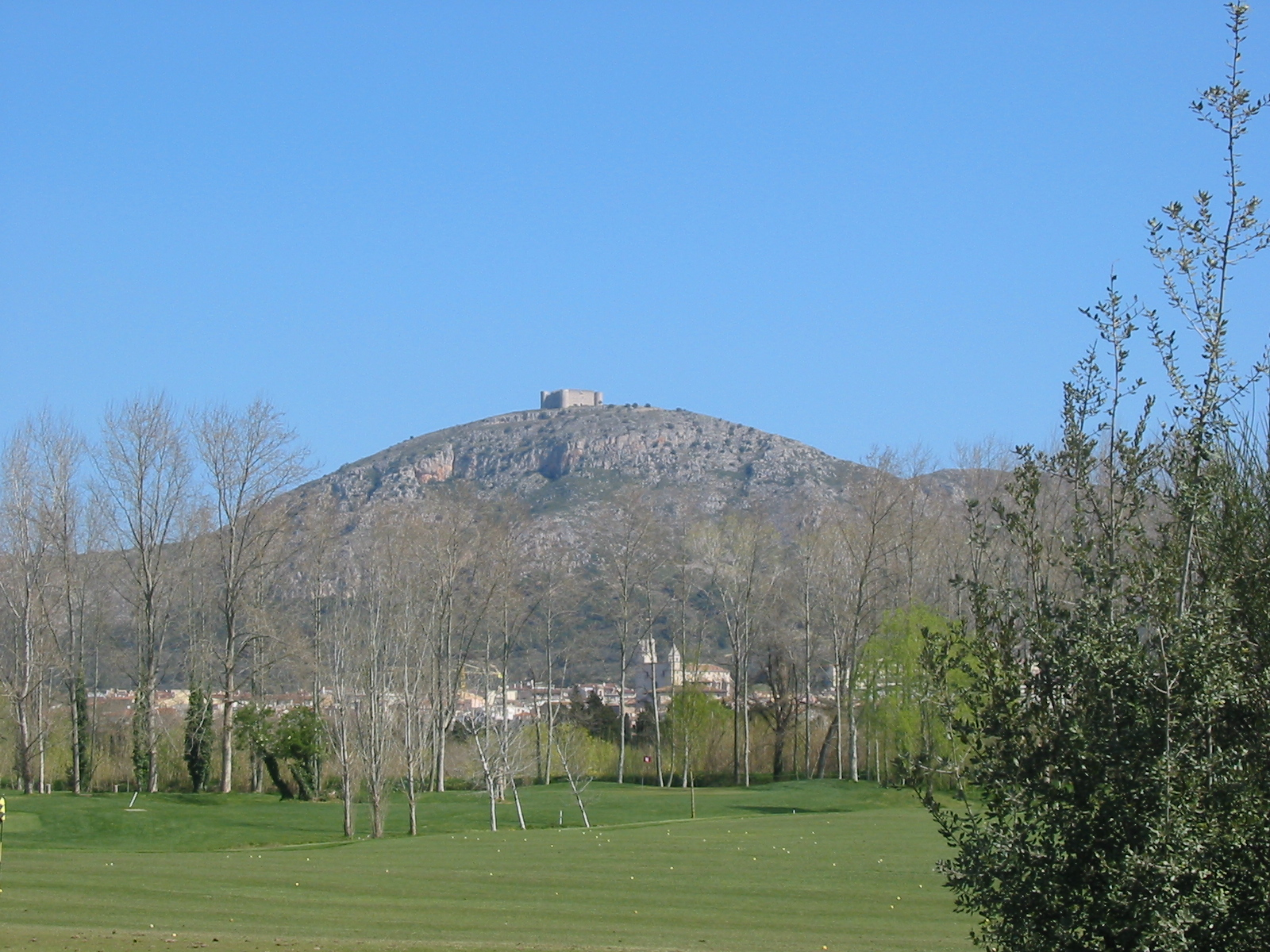
Golf-Platz in Gualta bei Torroella de Montgrí (oberhalb das Castell del Montgrí)

Die raue Küste mit unberechenbaren Winden eignet sich nur eingeschränkt für Wassersport. Segeln und Windsurfen ist dennoch in einigen Orten möglich, beispielsweise in Roses, Palamós und Platja d’Aro.
Klassische Tauchgebiete sind die kleinen Inseln (Illes Medes) vor L’Estartit, die Küste bei Sant Feliu de Guíxols sowie seit der Deklarierung zum Naturpark die Halbinsel Cap de Creus.
Radfahrer sind vor allem auf den Gebirgsstraßen in den nördlichen Abschnitten der Costa Brava unterwegs.
Für Wanderer gibt es eine Reihe ausgewiesener Wanderwege, insbesondere im Naturpark am Cap de Creus sowie in den Küstengebirgen zwischen Platja d’Aro und Palamós.
In den touristischen Zentren sind Minigolf, Tennis, Reiten und Kart durchgängig im Angebot.
Golf ist im 21. Jahrhundert zunehmend im Kommen. Mehrere Golfplätze gibt es beispielsweise bei Pals, Platja d’Aro und Lloret de Mar.
Der Stierkampf verliert an Popularität. Tossa de Mar hat ihn als erste Gemeinde an der Costa Brava verboten. Seit 2012 sind in ganz Katalonien Stierkämpfe gesetzlich verboten.